# Gare de Kirkstall Forge
La gare de Kirkstall Forge est une gare ferroviaire du Royaume-Uni, située à Kirkstall dans la banlieue de Leeds, Yorkshire de l'Ouest en Angleterre. Elle se trouve près du site d’une ancienne gare portant le même nom.
Les services à partir de Kirkstall Forge sont opérés par Northern Rail.

## Situation ferroviaire
La gare est située sur la ligne ferroviaire à deux voies entre Leeds et Shipley, à environ 7  km ouest de Leeds. Elle possède deux quais latéraux. Il n'y a ni agent ferroviaire, ni aiguillages.

## Histoire
La première gare de Kirkstall Forge se trouvait près du monument marquant la moitié de la distance routière entre Londres et Edinburgh. Elle est ouverte le 1er juillet 1860 et fermé le 31 juillet 1905 en conséquence d’un réalignement et d’un élargissement de la ligne à quatre voies qui nécessitaient la démolition de la gare des voyageurs. Il n’était pas considéré économique de la reconstruire. Seule la gare de marchandises restait ouverte jusqu’aux années 1960. La nouvelle gare est ouvert le 19 juin 2016.

## Service des voyageurs

### Accueil
La gare n’est pas surveillée par un agent. Il y a un distributeur automatique de billets. Les quais sont accessibles, ils sont connectés par une passerelle et des ascenseurs.

### Desserte
En 2017, il y a un train par heure et direction netre Leeds et Ilkley les jours de la semaine, supplementé par plusieurs trains entre Leeds et Bradford ou Skipton pendant les heures de pointe et les soirs. Le weekend, il y a un train par heure et direction entre Leeds et Bradford. La fréquence des trains n’est pas considérée suffisante .

### Intermodalité
La gare est accessible du nord par une rue qui branche de Abbey Road et un pont traversant la rivière Aire, et du sud par un chemin pièton qui mêne sur l’ancien chemin de halage le long du Canal Leeds–Liverpool. Près de la gare il y a un parc relais, et les prochaines arrêts d’autobus se trouvent en Abbey Road au nord de la gare.